# Brünninghausen

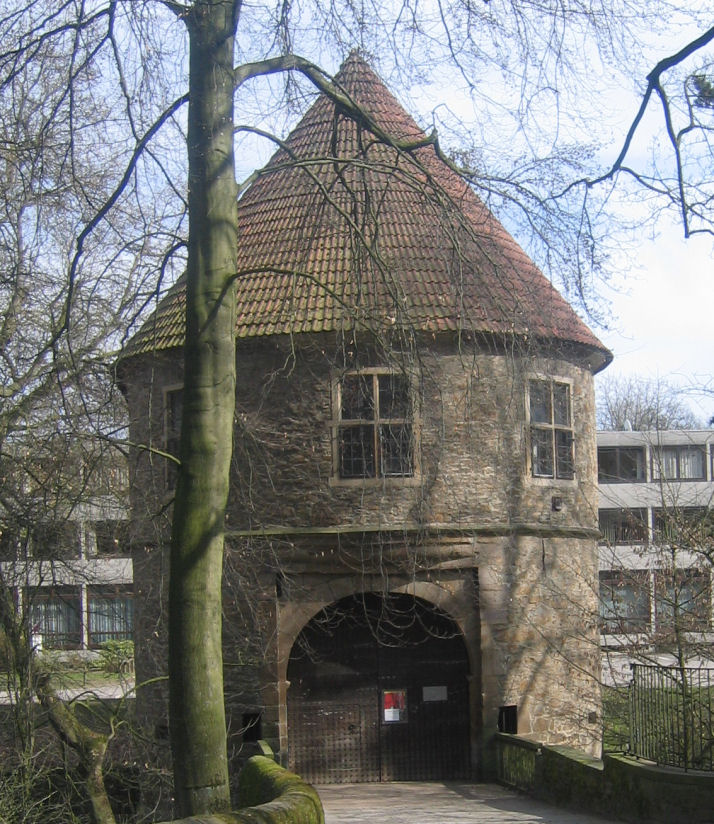
Das Torhaus Rombergpark in Brünninghausen

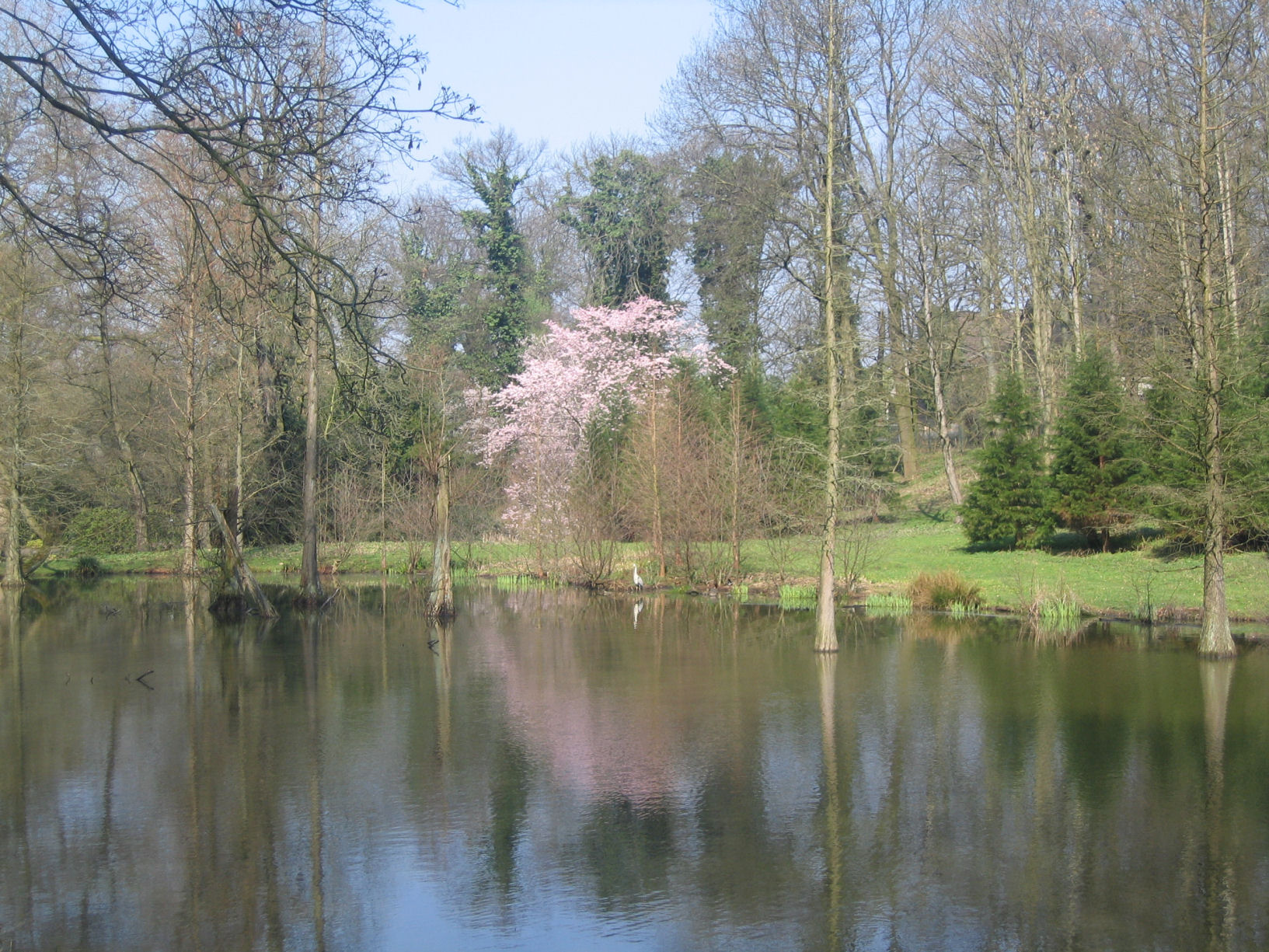
Frühlingsimpressionen im Rombergpark

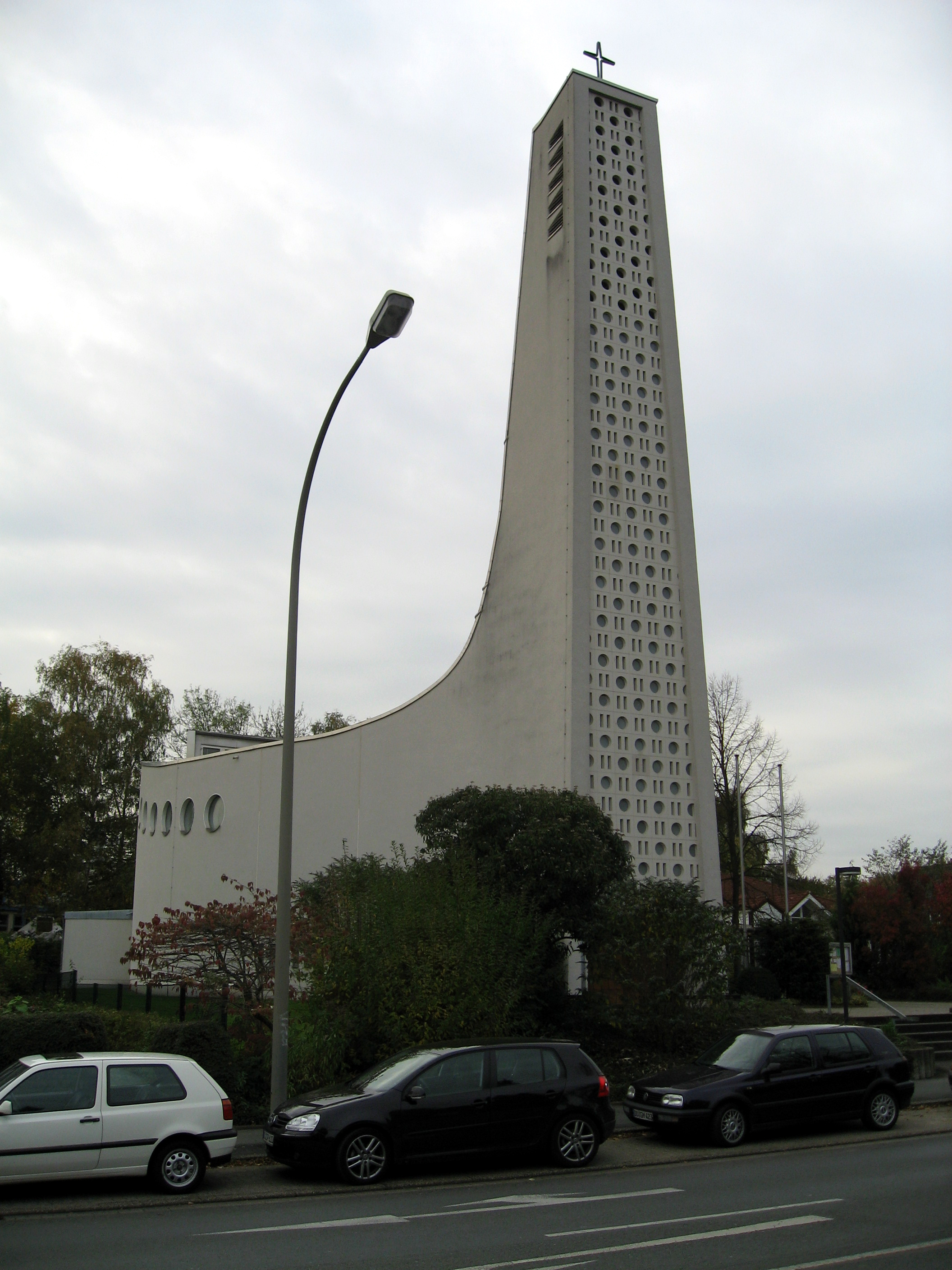
Kirche Heilige Familie an der Hagener Straße

Brünninghausen ist der Statistische Bezirk 63 und zugleich ein südlicher Stadtteil der kreisfreien Großstadt Dortmund. Er liegt im Stadtbezirk Hombruch. Der Ort liegt in der Nähe zu Naherholungsgebieten wie dem Dortmunder Zoo. Der Stadtteil Brünninghausen ist nicht mit dem Stadtteil Brüninghausen im Dortmunder Norden zu verwechseln.
Brünninghausen ist durch gemischte Wohnbebauung geprägt. An der südlichen Ortsgrenze, nahe dem Zoo, befindet sich eine kleine Hochhaussiedlung (bis zu 12 Stockwerke). Ansonsten überwiegen Einfamilienhäuser. 

## Geografische Lage
Der Ort liegt südlich der Innenstadt. Im Norden grenzt Brünninghausen an das Naturschutzgebiet Bolmke und die durchfließende Emscher, im Westen an die Stadtteile Renninghausen und Hombruch, im Süden an Kirchhörde und im Osten an Hacheney.

## Geschichte
Brünninghausen wurde erstmals 1219 mit Godefridus de Brouninchusen im Dortmunder Urkundenbuch erwähnt. Der Ort zwischen 1250 und 1397 im Lehnsregister Volmarstein Brunynchusen oder Bruninchus genannt. Im Urkundenbuch des Klosters Clarenberg werden Ortsname oder Adelsnamen zwischen 1324 und 1506 erwähnt. Ab 1618 erscheint erstmals der heutige Ortsname Brünninghausen.
Brünninghausen gehörte im Spätmittelalter und der Frühen Neuzeit mit eigener Bauerschaft (Bruyninckhuysen) im Amt Hörde (historisch) zur Grafschaft Mark. Laut dem Schatzbuch der Grafschaft Mark von 1486 hatten die 7 Steuerpflichtigen Hofbesitzer in der Bauerschaft zwischen 1 und 6 Goldgulden an Abgabe zu leisten. Größter Hof war der Schultenhof mit 6 Goldgulden Abgabe. Im Jahr 1705 waren in der Bauerschaft 16 Steuerpflichtige und im Dorf 9 Steuerpflichtige mit Abgaben an die Rentei Hörde im Kataster verzeichnet. Die beiden größten Höfe waren Schultze Brünninghausen und Mellinghauß.
Die Deutung des Ortsnamens kann mit bei den Häusern der Leute des Brūn(i)/Brūno’ umschrieben werden.
Das ehemals ländlich geprägte Brünninghausen entstand im Umfeld des Hauses Brünninghausen. Dieses Anwesen befand sich ursprünglich nicht am heutigen Standort, sondern in der Nähe der Kreuzung Pieper und gehörte bis um das Jahr 1300 dem Adelsgeschlecht von Brünninghausen. Spätere Besitzer des alten Schlosses war die Familie Nordkerke, an die noch heute die Nordkirchenstraße erinnert. Die Familie baute 1350 die Wasserburg Schloss Brünninghausen. Das Geschlecht von Romberg übernahm das gesamte Anwesen und errichtete das große Schloss. Im 19. Jahrhundert erbaute man das klassizistische Herrenhaus, zu dem der mächtige Eckturm von 1571 einbezogen wurde. Das Haus wurde von der Bevölkerung „Schloss Romberg“ genannt. Im Zweiten Weltkrieg wurde es mit Ausnahme des Torhauses und des Eiskellers durch Bomben vernichtet. Das Torhaus Rombergpark diente als wehrhaftes Gebäude und war seinerzeit der Zugang zum Schloss.
Gisbert von Romberg I. ließ im Umfeld des Schlosses einen botanischen Garten, den heutigen Rombergpark anlegen. Mit seinen über hundert Jahre alten Bäumen hat der Garten den Zweiten Weltkrieg gut überstanden. An der Stelle des Herrenhauses standen bis 2008 ein Hotel und das ehemalige Gebäude der Hotelfachschule Wihoga, die ein neues Gebäude unweit des Rombergparks errichtete. Das gesamte Gelände wurde 1927 von der Stadt Dortmund erworben und dient heute als beliebte Naherholungsstätte. Der Park und die baulichen Reste sind Baudenkmäler und stehen unter Denkmalschutz. Im Botanischen Garten des Parks wurden 1938 ein Feuersteinbeil aus der Steinzeit gefunden. Es ist im Museum für Kunst und Kulturgeschichte der Stadt Dortmund ausgestellt.
Neben dem Schloss Brünninghausen existierten auf dem Gebiet des heutigen Brünninghausen zwei größere Anwesen und zugehörige Kotten. Der Brünninghauser Schultenhof, nicht mit dem Schultenhof in Renninghausen zu verwechseln, brannte 1908 ab. Er stand unweit der Kreuzung an den Straßen Hörde – Annen – Dortmund – Herdecke. Der Hof gehörte zum Adelssitz Brünninghausen, später zum Hof Mellinghaus und war der Größte im Dorfe. Grundherren waren seit 1419 die Herren von Mallinckrodt. Es gelang dem Hause Brünninghausen zunächst nicht, den Hof zurückzukaufen. Der Schultenhof, ein Lehen der Edelherren von Volmestein und in Erbfolge der Herren von der Recke, kam erst 1575 wieder an die Familie Romberg (Conrad von Romberg).
An der Stelle des Hofes Mellinghaus hat der ursprüngliche Sitz der Herren von Brünninghausen gestanden. Später hat hier ein Mönch namens Henze den Hof bewirtschaftet. Deswegen hieß er damals Mönchshof. 1583 ging der Hof in den Besitz von Dietrich Mellinghaus über. Dietrich wurde 1622 von spanischen Söldnern ermordet, als er versuchte, die von den Spaniern gestohlenen Pferde zurückzuholen. 1808 erließ Napoleon ein Gesetz zur Befreiung der Bauern. Doch erst 1856 konnte die Familie Mellinghaus den Hof durch Ablösung von dem Geschlecht Romberg erwerben. Von den 1821 neu erbauten Hofgebäuden standen bis 2005 noch das Wohnhaus und die Scheune an der Hagener Straße 16. Mittlerweile sind diese Gebäude jedoch einem Nahversorgungsmarkt gewichen.
Auf dem Brünninghauser Gebiet wurde schon früh Bergbau betrieben. Die Kohle wurde ursprünglich in Stollenbergwerken gefördert. Die bekannteste Zeche war die Stollenzeche Glückauf Erbstollen. Ab 1840 wird auf der Zeche Glückaufsegen bis zur endgültigen Schließung am 15. Mai 1926 Tiefbau betrieben.

## Statistik
Am 31. Dezember 2024 lebten 4.075 Einwohner in Brünninghausen (mit Renninghausen).
Strukturdaten der Bevölkerung Brünninghausens (mit Renninghausen):
- Bevölkerungsanteil der unter 18-Jährigen: 14,2 % [Dortmunder Durchschnitt: 16,2 % (2018)][5]
- Bevölkerungsanteil der mindestens 65-Jährigen: 30,6 % [Dortmunder Durchschnitt: 20,2 % (2018)][6]
- Ausländeranteil: 10,8 % [Dortmunder Durchschnitt: 22,3 % (2024)][7]
- Arbeitslosenquote: 5,2 % [Dortmunder Durchschnitt: 11,0 % (2017)][8]

Das Durchschnittseinkommen liegt ca. 80 % über dem Dortmunder Durchschnitt.

## Bevölkerungsentwicklung
| Jahr | Einw. |
| ---- | ----- |
| 1987 | 4246  |
| 2003 | 3864  |
| 2008 | 3802  |
| 2013 | 3963  |
| 2016 | 3898  |
| 2019 | 3881  |
| 2020 | 3910  |
| 2022 | 3991  |
| 2023 | 4000  |
| 2024 | 4075  |

## Sport
Sportliches Aushängeschild ist der FC Brünninghausen, dessen Fußballabteilung ab der Saison 2016/17 bis 2019 und in der Saison 2023/24 in der fünftklassigen Oberliga Westfalen spielte.

## Sehenswertes
- Rombergpark
- Torhaus Rombergpark
- Zoo Dortmund
- Das Pädagogisch-Soziale Zentrum der Anthroposophen an der Mergelteichstraße

## Verkehr

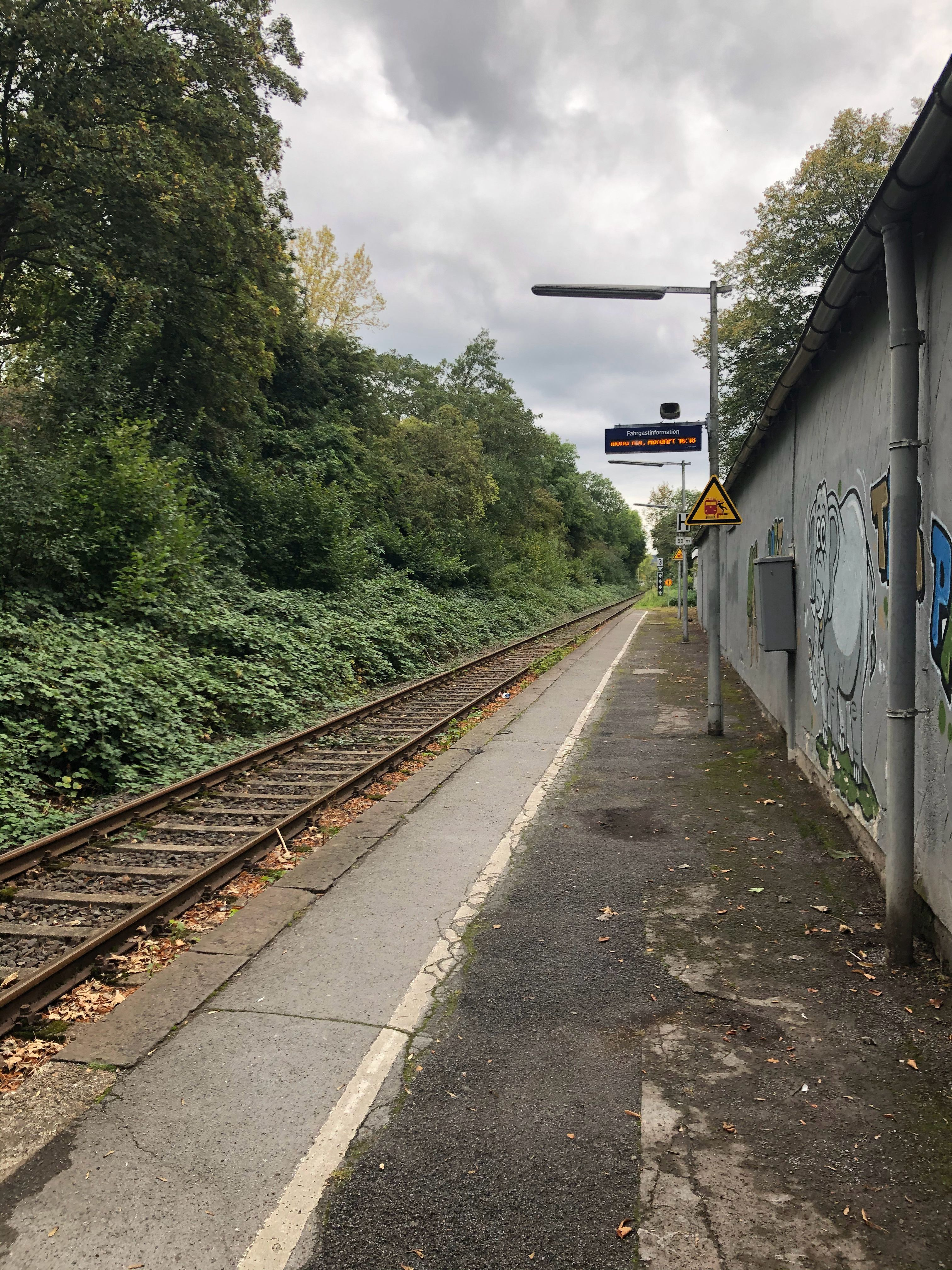
Bahnhof Dortmund Tierpark

Durch Brünninghausen führt die Bahnstrecke Düsseldorf-Derendorf–Dortmund Süd. Der Haltepunkt im Ortsgebiet heißt seit 1959/1960 Dortmund Tierpark, zuvor Brünninghausen. Von dort verkehren Züge der Regionalbahn RB 52 zum Dortmunder Hbf bzw. via Herdecke und Hagen nach Lüdenscheid. Brünninghausen ist überdies durch mehrere Buslinien der Dortmunder Stadtwerke erschlossen.